# Expedición Mier
La expedición Mier, originalmente la expedición Somervell fue una fallida operación militar lanzada en noviembre de 1842 por milicianos texanos contra asentamientos en la frontera con México. Incluye una batalla mayor en Ciudad Mier el 26 y 27 de diciembre de 1842, que terminó con una victoria mexicana. El ataque fue motivado por obtener ganancias financieras, territoriales y en represalia por la masacre de Dawson del 17 de septiembre, en la que 36 texanos murieron a manos del ejército mexicano. Además de como respuesta a las también fallidas incursiones mexicanas de los generales Rafael Vásquez en marzo y Adrián Woll en septiembre de 1842.
- Datos: Q6843829